# Langley (Virgínia)
Langley é uma comunidade não incorporada localizada em McLean, uma região censo-designada do condado de Fairfax, no estado americano da Virgínia. É frequentemente usada como uma metonímia para a Agência Central de Inteligência (CIA), já que é o lar de sua sede, o George Bush Center for Intelligence.
A comunidade foi absorvida por McLean há muitos anos, embora ainda exista uma Langley High School. O local serve como uma comunidade-dormitório para os trabalhadores de Washington, D.C. e, além da CIA, também sedia o Centro de Pesquisa Rodoviária Turner-Fairbank.

## Marco histórico
Langley possui apenas uma entrada no Registro Nacional de Lugares Históricos, o Langley Fork Historic District, designado em 1982.